# Gourbeyre
Gourbeyre è un comune francese di 8.259 abitanti situato nella parte sud-occidentale dell'isola di Basse-Terre e facente parte del dipartimento d'oltre mare di Guadalupa.